# Papua-Nova Guiné
A Papua-Nova Guiné, Papua Nova Guiné ou Papuásia-Nova Guiné (em inglês:  Papua New Guinea, pronunciado: [ˈpæpə njuː ˈɡɪniː]; em tok pisin: Papua Niugini; em hiri motu: Papua Niu Gini), oficialmente Estado Independente da Papua-Nova Guiné, é um país da Oceania que ocupa a metade oriental da Ilha da Nova Guiné, e uma série de ilhas e arquipélagos, a leste e a nordeste, embora sempre na Melanésia. A única fronteira terrestre que tem é com as províncias indonésias de Alta Papua, Papua e Papua Meridional, a oeste, mas tem fronteiras marítimas com Palau e os Estados Federados da Micronésia, a norte, com as Ilhas Salomão, a sudeste, e com a Austrália, através do mar de Coral, estreito de Torres e mar de Arafura, a sul. A sua capital é Porto Moresby.
A Papua-Nova Guiné é um dos países com maior diversidade cultural no mundo. De acordo com dados recentes, 848 línguas diferentes são listadas no país, das quais 12 não possuem nenhum falante vivo. A maior parte da população, estimada em pouco mais de 7 milhões de habitantes, vive em comunidades tradicionais, que são tão diversas entre si quanto os idiomas. Possui, ainda, um dos menores percentuais de população vivendo em centros urbanos, já que 82% de sua população vive em áreas rurais. O país ainda é pouco explorado, cultural e geograficamente, e muitas espécies existentes em sua flora e fauna ainda são desconhecidas.
O forte crescimento em mineração e os recursos provenientes na exploração deste setor levou o país a se tornar uma das economias de mais rápido crescimento no mundo, a partir de 2011. Apesar disso, o país enfrenta inúmeros problemas sociais, como a extrema pobreza, e cerca de um terço da população vive com menos de 1,25 dólar estadunidense por dia.
Depois de ter sido governada por três poderes externos desde 1884, a Papua-Nova Guiné estabeleceu sua soberania em 1975, após 70 anos de administração australiana. Tornou-se um reino da Commonwealth em separado. O seu chefe de estado é o monarca britânico, atualmente Carlos III, além de ser um membro da Comunidade das Nações em seu próprio direito.

## História
Há aproximadamente 60 000 anos, os primeiros seres humanos chegaram à Papua-Nova Guiné, provavelmente procedentes do Sudeste da Ásia durante a Idade do Gelo. Eram caçadores-coletores.
Os primeiros europeus a chegarem na ilha foram portugueses (em 1511) e lhe deram o nome de Nova Guiné. Nos anos seguintes, muitos exploradores europeus desembarcaram na ilha, que acabou, em 1885, dividida em três partes: a norte (Nova Guiné) ficou com a Alemanha, a ocidental com a Holanda e a do sul (Papua) com a Grã-Bretanha, que, em 1902, a entregou à administração da Austrália, que se tornara independente no ano anterior. Vencida na Primeira Guerra Mundial (1914–1918), a Alemanha perdeu sua parte, que passou para administração australiana. Ambas as partes, norte e sul, fundiram-se numa só após a Segunda Guerra Mundial (1939–1945), adquirindo o nome de Papua-Nova Guiné. Em 16 de setembro de 1975, a Papua-Nova Guiné conseguiu sua independência.

## Política
A Papua-Nova Guiné pertence à Commonwealth, tendo o rei Carlos III como seu soberano e chefe de estado. O monarca é representado localmente por um governador-geral, que exerce a chefia de estado de fato. Diferentemente de outras ex-colônias britânicas, porém, na Papua Nova Guiné o governador-geral é escolhido pelo poder legislativo local, e não, como em outros casos, apontado pelo executivo.

### Subdivisões
A Papua-Nova Guiné está subdividida em 19 províncias e um distrito:
- Central (1)
- Eastern Highlands (3)
- Nova Bretanha Oriental (4)
- East Sepik (5)
- Enga (6)
- Província Ocidental (16)
- Gulf (7)
- Madang (8)
- Manus (9)
- Milne Bay (10)
- Morobe (11)
- Distrito da Capital Nacional (20)
- Nova Irlanda (12)

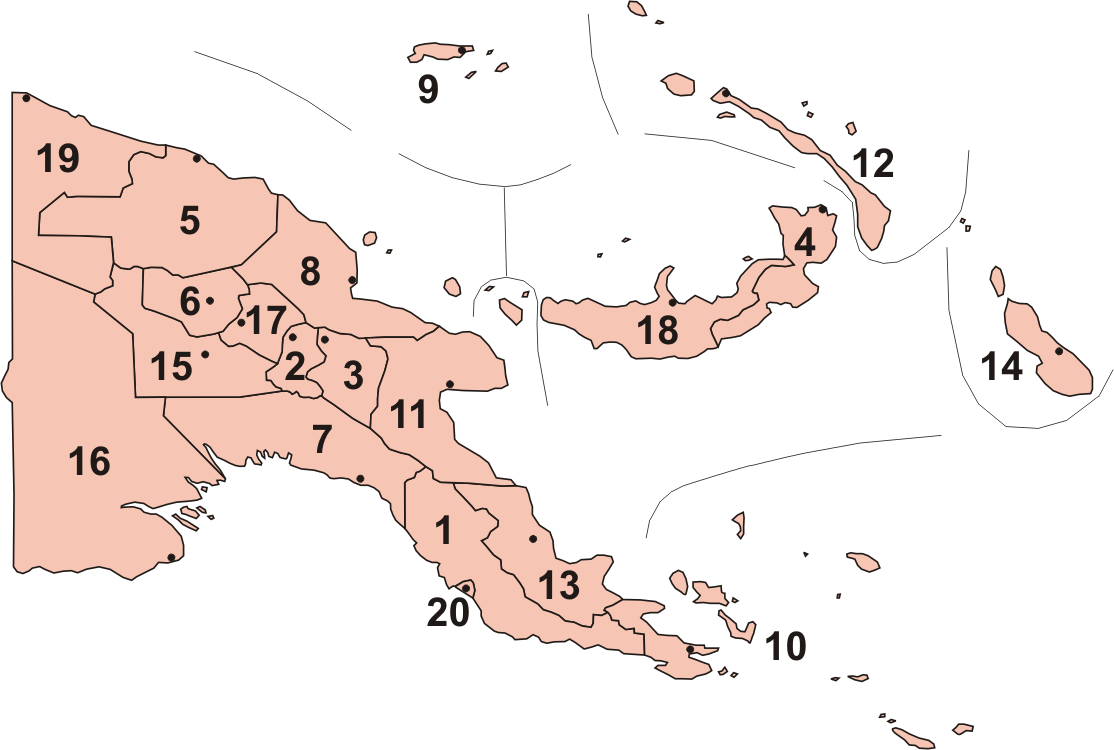
Províncias da Papua Nova Guiné.

- Região Autônoma de Bougainville (14)
- Oro (13)
- Sandaun (19)
- Simbu (2)
- Southern Highlands (15)
- Planalto Ocidental (17)
- Nova Bretanha Ocidental (18)

## Bandeira
A bandeira do país foi adotada em 1 de julho de 1971 na sequência de um concurso para uma nova bandeira ganho por uma jovem de 15 anos chamada Susan Huhume. A bandeira é fendida de negro e vermelho (negro à tralha, vermelho ao batente), apresentando, na parte negra, um Cruzeiro do Sul e, na parte vermelha, uma ave da espécie Paradisaea raggiana. Vermelho e negro são as cores tradicionais de muitas das tribos da Papua-Nova Guiné.

## Geografia
A Papua-Nova Guiné é um estado da Oceania que ocupa a metade oriental da Nova Guiné e algumas ilhas próximas, como a Nova Bretanha, a Nova Irlanda ou o Arquipélago das Luisíadas. A outra metade da ilha de Nova Guiné pertence à Indonésia. Tem uma área total de 462 840 km2 (452 860 km2 terrestre e 9 980 km2 de águas internas). Apenas faz fronteira com a Indonésia: essa fronteira tem 820 km de extensão. A sua costa tem um total de 5 152 km. Seu relevo resume-se em planícies costeiras de baixo relevo ao norte e ao sul, onde é mais extensa, constituída por florestas tropicais densas e rios caudalosos como o rio Fly, o maior deles, que ruma para o sul até o Golfo de Papua, formando um extenso delta juntamente com outros rios; e o rio Sepik, que ruma para o norte da grande ilha.
Todos eles têm suas nascentes na grande cadeia montanhosa que percorre a Nova Guiné de leste a oeste, subdividindo-se secundariamente nos Montes Star, Kubor, Owen Stanley, e Bismark, entre outras cadeias. Seu relevo culmina no Monte Wilhelm (ou Enduwa Kombuglu no idioma local), com 4 509 m de altitude, no centro-norte do país. Entre outras montanhas de consideráveis altitudes acima de 3 000 m que acompanham essas cadeias, muitas são vulcões ativos ou extintos, incorporando a Papua Nova Guiné no chamado Círculo de Fogo do Pacífico. Essa característica geológica acompanha as outras ilhas menores, principalmente as de Nova Bretanha, Nova Irlanda e Bougainville, com vulcões atingindo até 2 000 m de altitude e com atividade presente. A pluviosidade frequente na quase totalidade do país, que é uma das maiores do mundo, caracteriza o clima equatorial, com vegetação de selva densa e rios sempre perenes.

### Meio ambiente e biodiversidade
Três novas espécies de mamíferos foram descobertas nas florestas de Papua-Nova Guiné por uma expedição liderada pela Austrália no início de 2010. Um pequeno wallaby, um camundongo de orelhas grandes e um marsupial parecido com um musaranho foram descobertos. A expedição também teve sucesso na captura de fotos e vídeos de alguns outros animais raros, como os cangurus tenkile e weimang. Quase um quarto das florestas tropicais de Papua Nova Guiné foram danificadas ou destruídas entre 1972 e 2002. O país tem uma pontuação média no índice de integridade da paisagem florestal de 8,84, num total máximo de dez pontos, classificando-se como o 17º melhor entre 172 países. Pântanos de mangue estendem-se ao longo da costa. Árvores como carvalhos, cedros vermelhos, pinheiros e faias estão se tornando predominantemente presentes nas terras altas acima de 3 300 m. Papua-Nova Guiné é rica em várias espécies de répteis, peixes nativos de água doce e pássaros, mas é quase desprovida de grandes mamíferos.

## Economia

Principais produtos de exportação da Papua-Nova Guiné em 2019.

A Papua-Nova Guiné faz parte do tratado internacional chamado APEC (Asia-Pacific Economic Cooperation), um bloco econômico que tem, por objetivo, transformar o Oceano Pacífico numa área de livre-comércio e que engloba economias asiáticas, americanas e da Oceania.
Na agricultura, em 2019, o país era um dos 10 maiores produtores mundiais de óleo de palma e coco, entre outros produtos. Em 2018, o país foi o 11º maior produtor mundial de óleo de coco. Na mineração, em 2019, o país era o 15º maior produtor mundial de ouro, o 8º maior produtor mundial de cobalto, além de produzir prata.

## Religião
Os tribunais e a prática governamental defendem o direito constitucional à liberdade de expressão, pensamento e crença, e nenhuma legislação para conter esses direitos foi adotada. O censo de 2011 afirma que 95,6% dos cidadãos se identificaram como membros de uma igreja cristã. 1,4% não eram cristãos, 3,1% não responderam a pesquisa. Aqueles que não declararam nenhuma religião foram responsáveis, aproximadamente, 0%. Muitos cidadãos combinam sua fé cristã com algumas práticas religiosas indígenas tradicionais.
O Cristianismo na Papua-Nova Guiné é predominantemente formado por protestantes, que coletivamente representam aproximadamente 70% da população total. Eles são representados principalmente pela Igreja Evangélica Luterana da Papua-Nova Guiné, a Igreja Adventista do Sétimo Dia, várias denominações pentecostais, a Igreja Unida na Papua-Nova Guiné e Ilhas Salomão, a Aliança Evangélica Papua-Nova Guiné e a Igreja Anglicana de Papua-Nova Guiné. Além dos protestantes, há uma quantidade notável de fiéis católicos,sendo estes aproximadamente 25% da população.
Entre os não cristãos, a Fé Bahai tem uma posição forte. Existem também aproximadamente 4 000 muçulmanos no país. A maioria pertence ao grupo sunita, enquanto um pequeno número é ahmadi. Igrejas cristãs não tradicionais e grupos religiosos não cristãos são ativos em todo o país. O Conselho das Igrejas de Papua-Nova Guiné afirmou que os missionários muçulmanos e confucionistas são ativos e a atividade missionária estrangeira em geral é alta.
As religiões tradicionais são muitas vezes animistas. Alguns também tendem a ter elementos da Veneração dos mortos, embora a generalização seja suspeita dada a extrema heterogeneidade das sociedades melanésicas. Prevalente entre as tribos tradicionais é a crença em masalai, ou espíritos malignos, que são culpados por "envenenar" pessoas, causando calamidades e mortes, e a prática de puripuri (feitiçaria).
O país já foi visitado duas vezes pelo papa João Paulo II.

## Demografia

### Cidades mais populosas

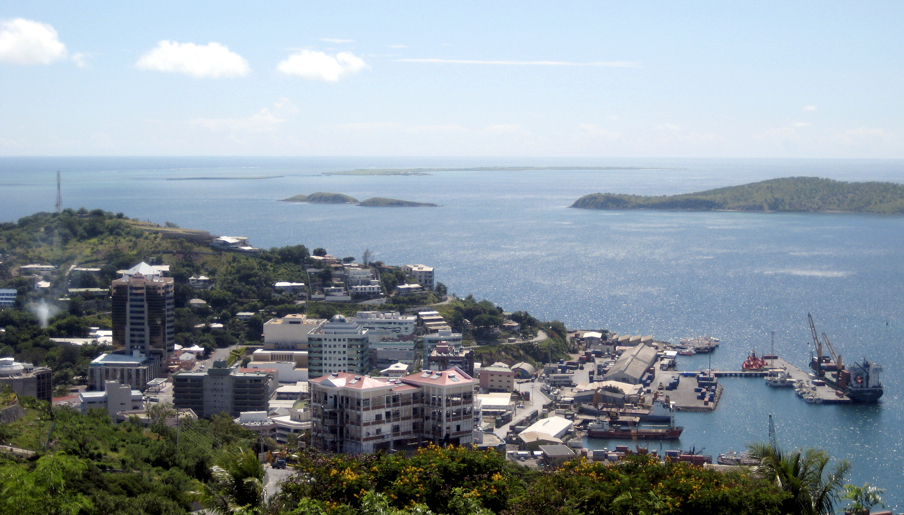
Porto Moresby, capital do país.

A cidade mais populosa do país é a capital, Porto Moresby.

## Educação
O sistema educacional em Papua-Nova Guiné é administrado pelo Ministério da Educação que, por sua vez, é vinculado ao Gabinete de Papua Nova Guiné. Foi fortemente influenciado pelo sistema educacional australiano. A educação no país ainda não é obrigatória, bem como não há um oferecimento de educação pública em todo o território. O sistema de ensino papuásio é dividido em quatro níveis: primário, meio, secundário e terciário. O nível primário é voltado a crianças entre 6 e 12 anos de idade, num total de 6 anos de estudo. O nível meio volta-se àqueles entre 13 e 17 anos, com um total de 4 anos de estudo. Por outro lado, o nível intermediário detém um período final de 2 anos abrangendo, na maior parte das vezes, pessoas entre 18 e 19 anos. O ensino terciário engloba os graus de bacharelado, mestrado e doutorado.
Uma larga proporção da população é analfabeta. A maior parte da educação é provida por instituições religiosas, isto inclui 500 escolas da Igreja Luterana de Papua-Nova Guiné A Papua-Nova Guiné tem seis universidades e par de outras instituições do Ensino Superior não governamentais. As duas fundações de universidades são as Universidade de Papua-Nova Guiné situada no Distrito Nacional da Capital, e a Universidade de Tecnologia da Papua-Nova Guiné situada fora, em Lae, na Província Morobe.
As outras quatro instituições universidades que antes eram faculdades, foram estabelecidas recentemente depois de ganhar o reconhecimento do governo. São as seguintes: Universidade de Goroka na Província de Eastern Highlands, Universidade Palavra Divina (gerida pela Igreja Católica Missionários da Palavra Divina) na Província de Madang, Universidade de Vudal na Província de East New Britain e Universidade Adventista do Pacífico (regida pela Igreja Adventista do Sétimo Dia) no Distrito Nacional da Capital.

## Cultura
Nas altas terras de Papua, as montanhas fazem barreiras naturais entre grupos diferentes, ajudando-os a preservar suas singulares variedades de cultura e línguas. Com 850 idiomas falados em todo o país, a Papua-Nova Guiné é a nação em que se falam mais línguas. É também nesta meia-ilha que se concentra grande parte dos idiomas ameaçados de extinção, extinção esta que pode reduzir os atuais 6 000 idiomas humanos a apenas seiscentos. A língua inglesa, apesar de ser uma das línguas oficiais, é pouco falada no país.
No país, vivem os Korowai, que são a última população humana conhecida no mundo que ainda pratica a antropofagia. Também são famosos por viverem em cabanas suspensas nas árvores a mais de 35 m do solo.

### Esportes

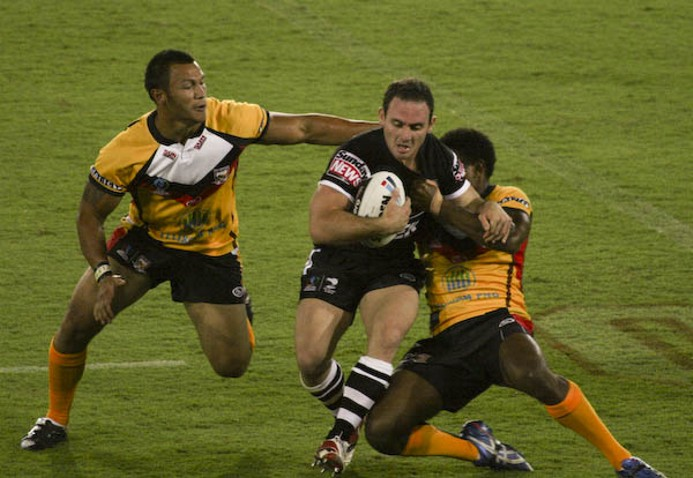
Partida da seleção nacional de rugby league da Papua-Nova Guiné

O país tem, como esporte nacional, o rugby league, sendo, ao lado da vizinha Austrália, um dos dois únicos países onde este código de rugby é mais popular que o rugby union, o mais difundido globalmente. A seleção papuásia participa da Copa do Mundo de Rugby League desde a década de 1980 e vem tentando entrar no campeonato australiano, o mais forte do mundo.